# إروين كومان
إروين كومان (بالهولندية: Erwin Koeman)، من مواليد 20 سبتمبر 1961، لاعب كرة قدم هولندي سابق، ومدرب كرة قدم هولندي حالي.
هو ابن اللاعب مارتن كومان، وأخ اللاعب الهولندي السابق رونالد كومان.
لعب مع منتخب هولندا لكرة القدم.

## روابط خارجية
- إروين كومان على موقع IMDb (الإنجليزية)

- إروين كومان على موقع الاتحاد الدولي (مؤرشف)  (الإنجليزية)
- إروين كومان على موقع الاتحاد الأوربي (الإنجليزية)
- إروين كومان على موقع قاعدة بيانات كرة القدم.إي يو (الإنجليزية)
- إروين كومان على موقع بيانات كرة القدم. دي إي (الألمانية)
- إروين كومان على موقع ناشيونال فوتبول تيمز (الإنجليزية)
- إروين كومان على موقع عالم كرة القدم.نت (الإنجليزية)